# Dipartimento della Ruhr
Il Dipartimento della Ruhr (in francese Département de la Ruhr, in tedesco Ruhrdepartement) è stato un dipartimento del Granducato di Berg, stato satellite del Primo Impero francese. 
Comprendeva le ex contee di Mark, Dortmund e Limburgo, la parte meridionale del Principato di Münster, la signoria di Rheda e la città di Lippstadt con il suo territorio. Il nome deriva da quello del fiume Ruhr. La sede amministrativa del dipartimento della Ruhr era nella città di Dortmund.

## Suddivisione amministrativa
Ogni dipartimento del Granducato era suddiviso in arrondissement, a loro volta suddivisi in cantoni e mairie secondo il modello francese. Il dipartimento della Ruhr era diviso negli arrondissment di Dortmund, Hagen e Hamm.

## Popolazione
La popolazione del dipartimento nel 1808 ammontava a 212 602 abitanti.